# Postenpflicht

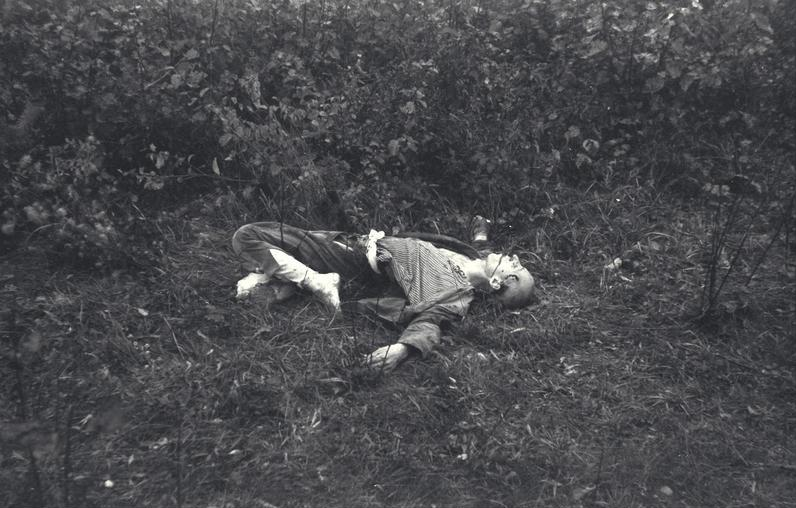
Un prisonnier tué par balle au complexe du camp de concentration de Mauthausen-Gusen.

Le Postenpflicht (en allemand : devoir des sentinelles) est une disposition de l'ordonnance du 1er octobre 1933 destinée aux sentinelles du camp de concentration de Dachau. Elle prévoit l'exécution sommaire des prisonniers insoumis ou fugitifs. Le règlement exige que les gardiens tirent sur les prisonniers qui se livrent à des tentatives de résistance ou d'évasion, sans avertissement ; ne pas le faire entraîne le renvoi ou l'arrestation de la sentinelle. Le Postenpflicht est progressivement étendu à l'ensemble des camps nazis.

## Contexte

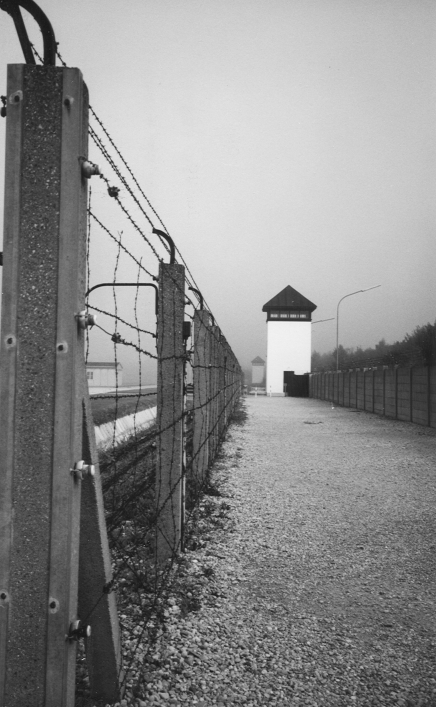
Clôture et tour de garde à Dachau

Le camp de concentration de Dachau ouvre le 22 mars 1933, près de la ville de Dachau, à environ 16 km au nord-ouest de Munich, en Bavière. Des policiers locaux de Munich sont les premières sentinelles du camp, puis laissent la place aux SS après quelques semaines. Le 13 avril 1933, Hilmar Wäckerle, un SS-Standartenführer, devient le premier commandant du camp. Wäckerle est chargé par Heinrich Himmler, alors chef de la police de Munich et Obergruppenführer des SS, de rédiger un ensemble de règles de discipline dans le camp.
En mai 1933, le parquet de Munich, non encore soumis à la politique nazie dans le processus de la Gleichschaltung, ouvre une enquête sur le meurtre de plusieurs prisonniers à Dachau, à la suite de la plainte officielle de Sophie Handschuh, qui veut connaître la véritable cause de la mort de son fils au camp.[réf. nécessaire] Les rumeurs déjà répandues sur le traitement sévère des personnes en détention amènent Himmler à réfuter ces affirmations. Alors que Wäckerle et Himmler sont accusés de meurtre, Himmler poursuit ses efforts pour établir l'exécution sommaire, alors en pratique uniquement à Dachau, comme une forme légitime de punition.

## Règlement régissant la discipline et la répression des détenus
Theodor Eicke est chargé d'élaborer un nouvel ordre de camp et un nouveau manuel de réglementation. Il rédige le Postenpflicht avec des instructions pour tirer sur les prisonniers immédiatement et sans avertissement. Le refus d'obéir à cet ordre entraîne un renvoi sans préavis, ou une arrestation.

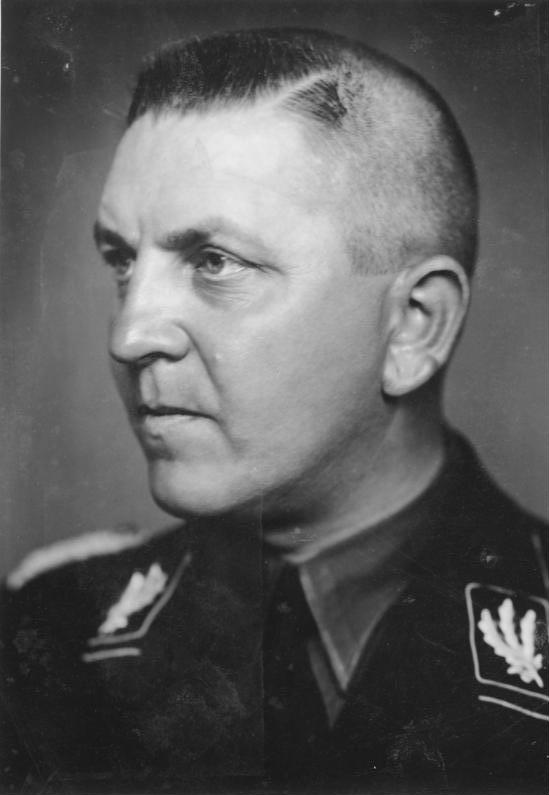
Inspecteur du camp de concentration Theodor Eicke

Le « Règlement pour les escortes et gardes de prisonniers » (Dienstvorschrift für die Begleitpersonen und Gefangenenbewachung) entre en vigueur le 1er octobre 1933. Le Lagerordnung, le « Code disciplinaire et pénal du camp de prisonniers » est publié à la même date. Également connue sous le nom de Strafkatalog ou catalogue disciplinaire, cette liste de règles, d'infractions et de punitions entre en vigueur immédiatement. Ces deux textes sont appliqués dans tous les camps de concentration SS quelques mois plus tard, le 1er janvier 1934. Ensemble, les règlements permettent aux gardiens d'infliger des peines sévères même pour des infractions mineures et leur donnent une grande latitude pour exécuter des prisonniers. Au fil du temps, ils se transforment en un système général d'administration et de punition par la terreur.
Le périmètre du terrain du camp de détention était délimité par des clôtures et des murs électrifiés. Le long du mur se trouvait un fossé et à côté se trouvait une « zone neutre », également surnommée la « bande de la mort » par les prisonniers. Cet espace leur est interdit :un prisonnier qui s'approche même de cette zone risque d'être abattu par un gardien invoquant le Postenpflicht. Les gardes qui abattent un prisonnier reçoivent une prime et trois jours de congé. Certains gardes, pour leur amusement et leur profit, jettent parfois une casquette de prisonnier dans la «zone de la mort» et ordonnent au prisonnier de la chercher, puis l'abattent,. Ils le font parfois par paire, se relayant pour obtenir tous les deux la prime. Des témoins et d'anciens prisonniers rapportent également des cas où des prisonniers sont entrés intentionnellement dans la zone interdite, pour s'échapper du camp par le suicide[réf. souhaitée].
Le travail des prisonniers à l'extérieur d'un camp de concentration, dans les Außenkommandos ou « commandos extérieurs », est également soumis aux mêmes règles. Les gardes SS forment une Postenkette, un cordon de gardes pour entourer le chantier et assurer la garde. La limite imaginaire formée par le cordon ne doit pas être franchie par un prisonnier. Sortir de la frontière est considéré comme une tentative d'évasion et les gardes, appliquant le Postenpflicht, doivent tirer sans sommation.
Le Postenpflicht est également appliqué par les SS-Totenkopfverbände qui assurent dans les camps de concentration une mission de gardes et de police auxiliaire. Pendant les années de guerre, des gardiennes sont également employées dans les camps de concentration. Elles ont également l'ordre d'utiliser leurs armes à feu en cas d'agression physique par un prisonnier ou de tentative d'évasion[réf. souhaitée].
Le ministre de la Justice du Reich, Franz Gurtner, tente sans aucun succès d'atténuer le Postenpflicht, en négociant avec le Reichsführer-SS Himmler.
Les commandants de camp sont également tenus responsables de l'application du règlement. Karl Otto Koch, commandant du camp de concentration de Majdanek, est accusé de libération par négligence d'un prisonnier et puni par un transfert disciplinaire de Postschutz à Eger, parce que 200 prisonniers de guerre soviétiques se sont évadés du camp le 14 juillet 1942[réf. souhaitée].

## Texte de l'ordonnance
Le texte du 1er octobre 1933 relatif au Postenpflicht indique :
« Wer einen Gefangenen entweichen lässt, wird festgenommen und wegen fahrlässiger Gefangenenbefreiung der Bayer. Politischen Polizei übergeben.
Versucht ein Gefangener zu entfliehen, dann ist ohne Aufruf auf ihn zu schießen. Der Posten, der in Ausübung seiner Pflicht einen fliehenden Gefangenen erschossen hat, geht straffrei aus.
Wird ein Posten von einem Gefangenen tätlich angegriffen, dann ist der Angriff nicht mit körperlicher Gewalt, sondern unter Anwendung der Schusswaffe zu brechen. Ein Posten, der diese Vorschrift nicht beachtet, hat seine fristlose Entlassung zu gewärtigen. Wer im Übrigen seinen Rücken freihält, wird selten einen tätlichen Angriff zu gewärtigen haben.
Meutert oder revoltiert eine Gefangenenabteilung, dann wird sie von allen aufsichtsführenden Posten beschossen. Schreckschüsse sind grundsätzlich untersagt. »
« Quiconque permet à un prisonnier de s'échapper sera arrêté et accusé de libération de prisonnier par négligence et remis à la police politique bavaroise.
Si un prisonnier tente de s'évader, il doit être abattu, sans sommation. Un gardien qui tire sur un prisonnier en fuite dans l'exercice de ses fonctions ne sera pas réprimandé.
Lorsqu'un gardien est physiquement agressé par un prisonnier, l'attaque doit être repoussée à l'aide d'une arme à feu, sans utiliser de violence physique. Un gardien qui ne se conforme pas à cet ordre doit s'attendre à son renvoi immédiat. D'ailleurs, celui qui acquitte sa tâche avec concentration sera rarement attaqué.

En cas de révolte ou de résistance organisée des prisonniers, tout gardien qui les surveille doit les abattre. Les coups de semonce sont strictement interdits. »